# 忍者神龟 (2003年电视动画)
《忍者神龟》，中国大陆也同时译为新忍者神龟、忍者神龟2003、忍者神龟03版本等。由2002年美国幻影工作室 Mirage Studios 和4Kids娱乐公司 4Kids Entertainment 共同制作并出版发行。
《忍者神龟》是美国动画系列，故事主要设置在纽约市。它首先于2003年2月8日在美国电视台播映，结束于2009年11月21日（第七季《返回下水道》 Back To The Sewer），共7季156集。该系列标志着复兴的特许经营作为一个星期六晨播动画片时段并在福克斯广播公司的福克斯动画频道 Fox's Fox Box（后来称作4Kids TV）播放。《忍者神龟》2003年电视动画连续剧由4Kids娱乐，和幻影工作室，各自拥有一半的制作权制作并演出，动画制作由韩国的Dong Woo动画公司 Dong Woo Animation 负责。系列随后在其最后一个季度的合同后迁移到CW4Kids直到4Kids福克斯完结。
尼克儿童国际频道 Nickelodeon 现在拥有对今后所有《忍者神龟》系列的制作版权——忍者神龟 (2012年电视动画)（英语：Teenage Mutant Ninja Turtles (2012 TV series)）。
中国大陆地区由中央电视台电影频道(CCTV-6)节目中心（电影频道国际部）引进并在2004年10月1日开始播放，每晚1集。一共引进了前52集（第1、2季度）。
台灣少年忍者龜衛視中文台首播只播前52集(第1、2季度)2005年1月30日每週六日17:30
MOMO親子台2007年4月2日
2005年1月30日（衛視）
2007年4月2日（MOMO親子台）

## 综述
在2003年的电视动画，四只神龟的性格是在某些方面不同于1987年版的电视动画，其试图更密切地遵循幻影漫画版本里的角色。所有的人物都更加复杂化，且神龟们与家庭之间的纽带显得更加的富有亲情。基调也更为严肃，而且重点强调于在其行为上。此片并不像其前任动画一样具有闹剧的幽默性，和沉重的双关语或者是俏皮话。　　　
本系列涵盖了一个大范围的神龟们的冒险，把他们从下水道、到外太空、交替的维度（多元宇宙），以及未来，并最终再一次回到了家。前几季度的焦点是集中在神龟与施莱德和脚帮之间的斗争，而后面的几季里拓展到包括其他各式各样的对手。

## 神龟及其盟友

### 李奥纳多
（香港TVB配音：梁偉德）
- 李奥纳多（Leonardo），简称李奥（Leo），是神龟队伍的领导者，因此，他是最稳重的神龟。他非常关注于自己与他的训练，以及花费大量时间去冥想。虽然这使他成为最训练有素的神龟，但这也可成为其一个缺点，如李奥已被证明，在不止一个场合都显示出他是一个相对的工作狂。他佩戴着一条蓝颜色的眼罩，并且使用两把日本忍者剑（Japanese ninjaken swords）来作为他的武器。

### 米开朗基罗
（香港TVB配音：李致林）
- 米开朗基罗（Michelangelo），简称迈克（Mike）、米奇（Mikey），是个冒傻气而可爱的神龟。他关注自己与漫画和恐怖电影，用好与坏来评判这个世界，没有灰色区域之间。他经常在他和他的兄弟之间把自己扮成超级英雄，往往希望他自己也能跻身于他最喜欢的漫画人物中去。他佩戴着一条橙色的眼罩，并使用两只双节棍（Nunchaku）。

### 多纳泰罗
（香港TVB配音：馮錦堂）
- 多纳泰罗（Donatello），简称唐（Don）、唐尼（Donnie），是队伍中的智多星。他经常围绕着科学技术以及实验，并且经常努力尽量保留住敌人的技术以提高己方实力的神龟。他创造了龟壳手机（一个手机形的通话器）以及战斗龟车（神龟的增强型战术车辆）以及其他设备。他佩戴着一条紫色的眼罩，喜欢使用传统的棍棒（Traditional bo staff）做为他的武器。

### 拉斐尔
（香港TVB配音：鄺樹培）
- 拉斐尔（Raphael），简称拉夫（Raph），是队伍中的急性子。在兄弟中面临一些艰难且强硬的问题的时候，他经常让他的怒气达到极点以显示出最好的他。他宁愿不管三七二十一，一劲冲向危险，也不愿意三思而后行。在整个系列中，他的表现在某种程度上都包括了他各种各样的愤怒。他佩戴着一条红色的眼罩，武器是使用两把笔架叉（Sai）。

### 史林特
（香港TVB配音：陳曙光）
- 史林特是一只由普通的老鼠突变而来的人型鼠，且是整个家庭的领袖，并作为神龟们的父亲。他的本名滨户良。把他的忍术技艺传给了神龟们。史林特通常扮演的是一位精神指南和团队顾问，也就是神龟们的老师。虽然他不使用任何日本传统兵器作为其武器，但他随时都携带着一根木质的棒棍并利用其作为主要武器（就像多纳泰罗的棍棒），而且能非常灵活且熟练的使用。与前面的动画系列相比，神龟們把史林特作为他们的父亲，而非他们的主子。